# 1529 en philosophie
Chronologie de la philosophie
- 1525
- 1526
- 1527
- 1528
- 1529
- 1530
- 1531
- 1532
- 1533

L’année 1529 a été marquée, en philosophie, par les événements suivants :

## Publications
- Domingo de Soto : « Summulae », (Burgos, 1529).

## Naissances
- Jean Bodin, né en 1529 ou 1530 à Angers et mort en 1596 à Laon, est un jurisconsulte, économiste, philosophe et théoricien politique français, qui influença l’histoire intellectuelle de l’Europe par ses théories économiques et ses principes de « bon gouvernement » exposés dans des ouvrages souvent réédités. La diffusion du plus célèbre d'entre eux, Les Six Livres de la République, n'a été égalée que par De l'esprit des lois de Montesquieu[1]. En économie politique, il perçoit les dangers de l'inflation et élabore la théorie quantitative de la monnaie à l'occasion d'une controverse avec Monsieur de Malestroit. Enfin, il établit une méthode comparative en droit et en histoire qui fécondera les travaux de Grotius et Pufendorf.

## Décès
- Wang Yangming (Wáng Yángmíng 王陽明), surnom de Wang Shouren (Wáng Shǒurén 王守仁), est un grand philosophe chinois né en 1472 à Yuyao (Yúyáo 餘姚; Zhejiang) et mort en 1529 dans le Guangxi.